# Ronaktolol
Ronactolol je antagonist beta adrenergičkog receptora.